# Феєрверкові вироби

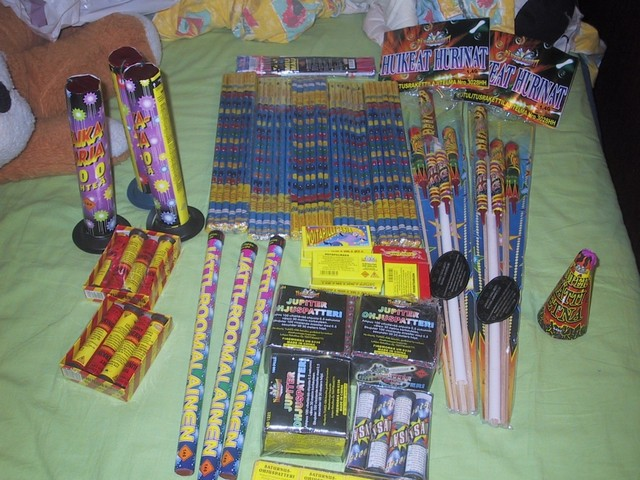
Феєрверкові вироби

Феєрверкові вироби — піротехнічні вироби, призначені для феєрверків.
З 2023 року, згідно Закону «Про внесення змін до деяких законодавчих актів України щодо використання та обігу піротехнічних виробів», використання, продаж та передача феєрверків, салютів і петард в Україні — заборонені. Дозволено використання сценічних піротехнічних виробів Т1 та Т2, феєрверків класу F1, що мають дуже низький рівень небезпеки і незначний рівень шуму, який не перевищує 60 дБ.

## Бенгальські свічки

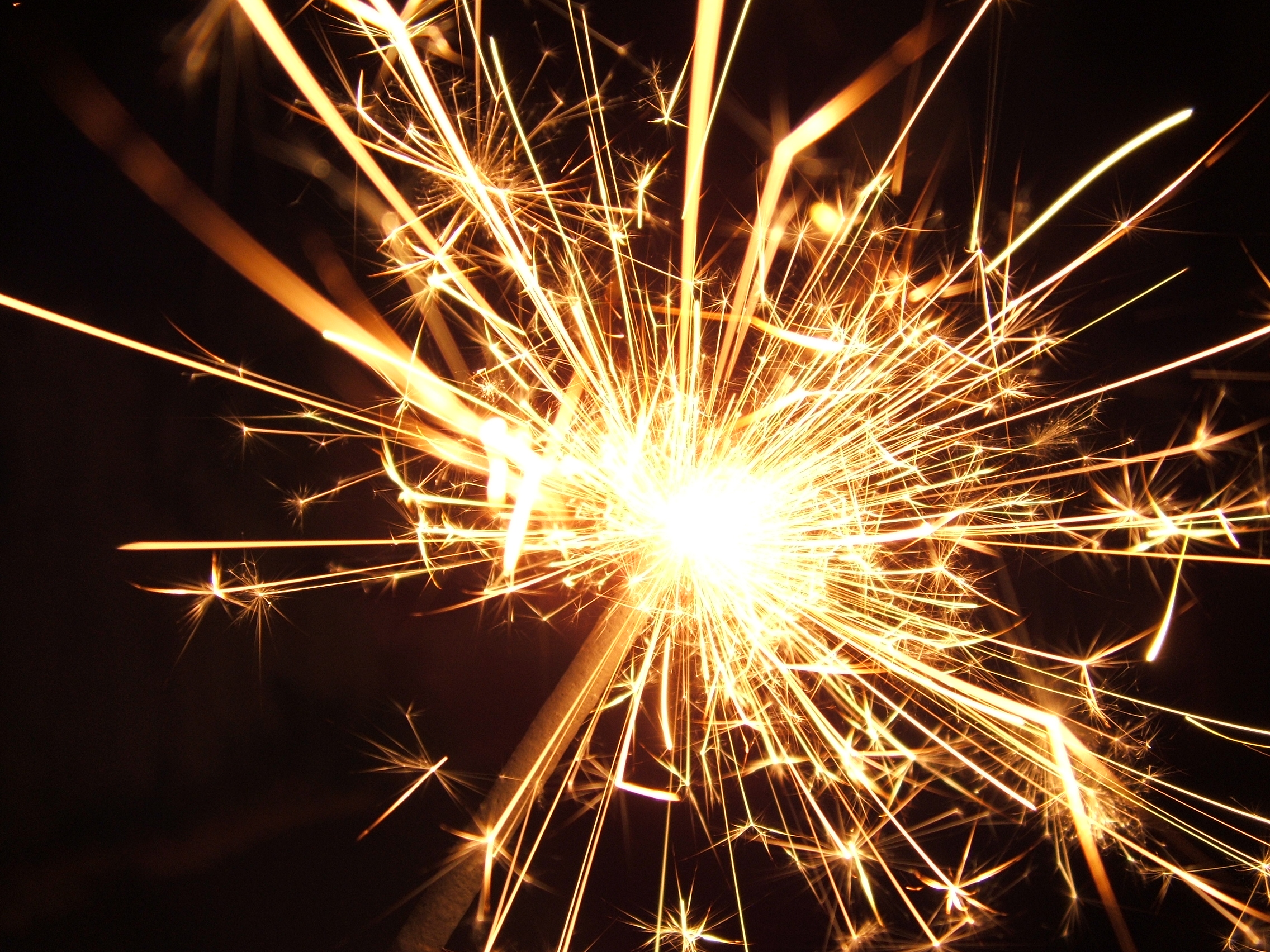
Горіння бенгальського вогню

Бенгальські свічки, часто їх називають просто «бенгальські вогні», один з найпоширеніших феєрверків.
Бенгальська свічка є металевим стрижнем або дерев'яною паличкою з нанесеною на неї піротехнічною сумішшю. При горінні свічка розкидає сріблясті іскри.
Кольорові бенгальські свічки горять, утворюючи ще і невеликий факел червоного, зеленого або жовтого кольору.
Якісна бенгальська свічка повинна підпалюватися від одного сірника, не гаснути при горінні і не упускати на підлогу гарячі шлаки, що утворюються в процесі горіння.
Залежно від складу суміші бенгальська свічка може мати чорний, сірий або сріблястий відтінок. Деякі свічки мають нанесену сірку (запалювальну суміш), щоб полегшити підпал свічки.
Розміри бенгальських свічок від 150 до 650 мм, а час горіння від 30 сек до 5 хв. Найбільші свічки рекомендується використовувати лише у великих приміщеннях або залах.
Будь-яку бенгальську свічку можна тримати в руці за відкриту частину під кутом 30-45 градусів.
Кольорові бенгальські свічки слід застосовувати лише на відкритому повітрі через присутність агресивних (отруйних) оксидів в продуктах горіння.

## Римська свічка
Римська свічка є довгою картонною трубкою. У верхній частині трубки розміщується ґніт. В середині трубка заповнена почерговими шарами, з повільнопалаючою піротехнічною сумішшю, зірочок (піроелементів) і пороху. Свічка горить зверху вниз і послідовно вистрілює вгору палаючі зірочки. Кількість зірочок в римській свічці може бути від 4 штук до декількох десятків штук. Найпопулярніші свічки вистрілюють невелику кількість піроелементів, які спалахуючи утворюють надзвичайно цікаві світлові і звукові ефекти.
Римські свічки не рекомендується тримати в руці через можливість руйнування оболонки або донної частини свічки, що може привести до отримання опіків. Римську свічку необхідно встановлювати вертикально гнотом вгору і надійно закріплювати. Для цього свічку слід міцно прив'язати до кілка, вбитого в землю, або увіткнути в металеву трубу, ґрунт або щільний сніг не менше ніж на 1/3 довжини свічки.

## Салютні установки

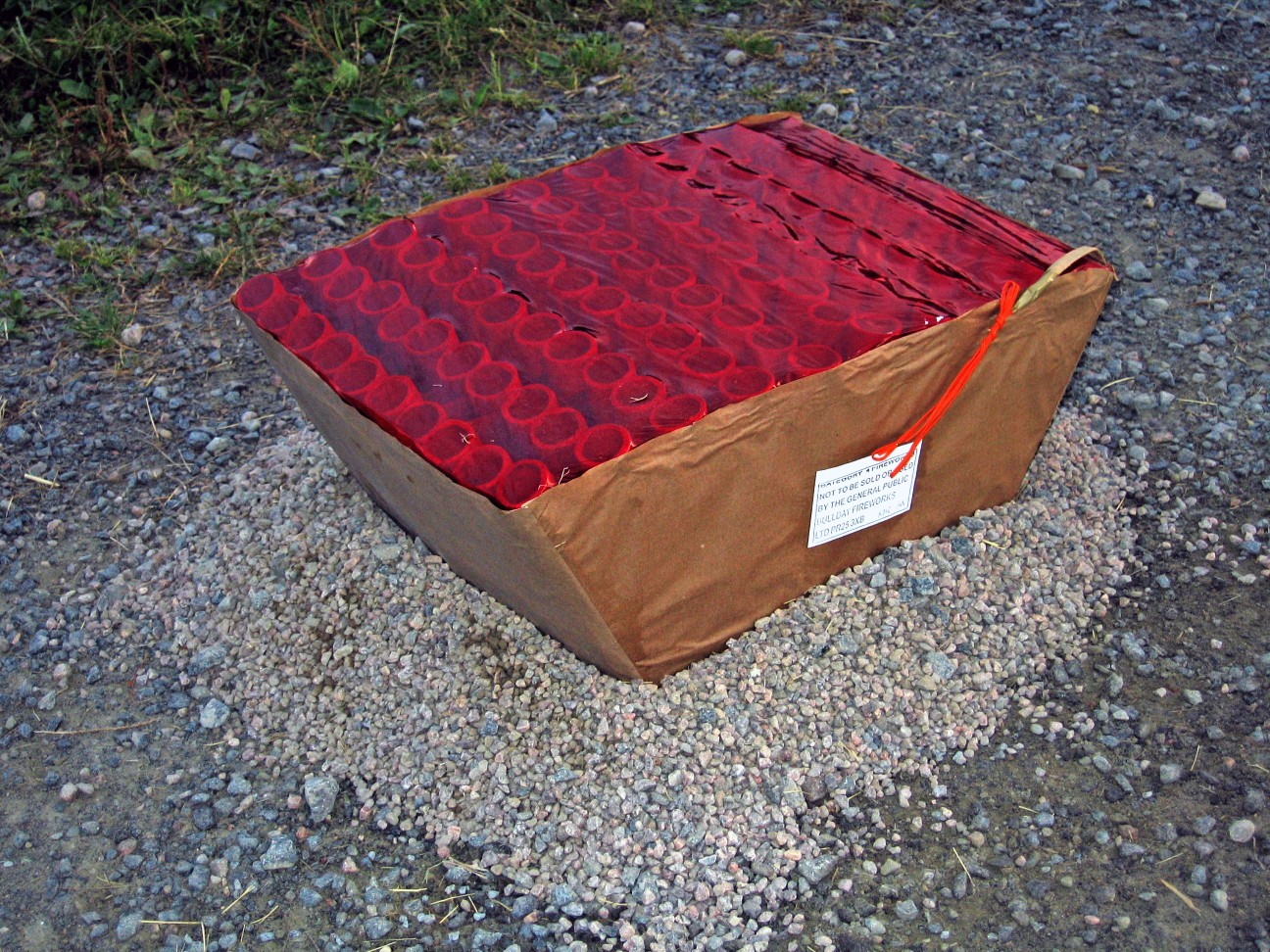
Салютна установка

Салютна установка — батарея невеликих паперових заряджених гільз (стволів) яка вистрілює на висоту 15-50 м різноманітні піротехнічні елементи (зірочки).
Глядачам дуже подобаються салютні установки, які складаються з декілька десятків стволів, кожен з яких заряджений своїм ефектом. Підпалюється батарея від одного ґнота. Барвисте оформлення салютних установок, ефекти які вона створює і простота використання, роблять цей виріб незамінним для невеликих феєрверків.
Салютні установки слід встановлювати на тверду рівну поверхню, присипати з боків землею або щільним снігом, щоб уникнути перекидання при залпах. З цієї ж причини не рекомендується ставити такі батареї на лід.

## Фонтани, вулкани, контурні свічки

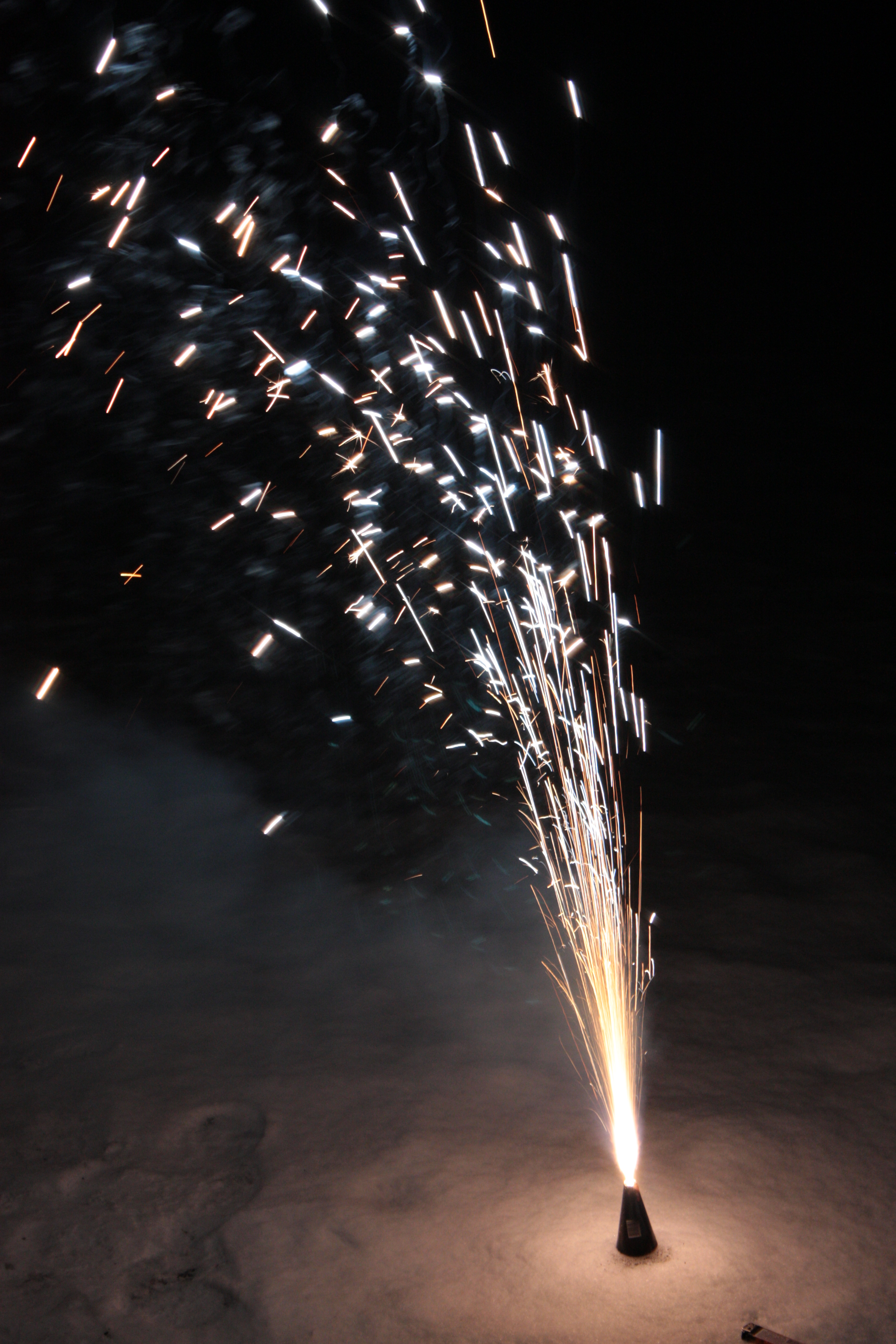
Фонтан

Фонтан підпалюється у верхній частині і випускає потік яскравих іскр на висоту від декількох десятків сантиметрів до декількох метрів. Виверження іскр може супроводжуватись свистом, тріскотом, викидом вогнянних куль. Горять фонтани від декількох секунд до 2-3 хвилин.
Більшість фонтанів можна застосовувати лише на відкритому повітрі.
Для приміщень і закритих сценічних майданчиків випускаються спеціальні малодимні концертні фонтани.
На глядачів справляє велике враження, коли зовні непоказна конструкція раптом перетворюється на велику яскраву фігуру — «дерево», «пальму», «зірку».
Вулкани виготовляються у вигляді конуса. У процесі горіння площа вулкана, що горить, зростає і відповідно зростає висота потоку викиданих іскор.
Контурні свічки призначені для створення невеликого яскравого кольорового факела. Контурні свічки розміщуються по контуру малюнка або напису. За допомогою швидкопалаючого стопіна або електрозапалів контурні свічки одночасно спалахують і створювана ними кольорова вогненна картина або напис, справляють незабутнє враження на глядачів.
В обмежених міських умовах фонтани, фігури і написи часто бувають єдино доступними феєрверками завдяки незначним розмірам небезпечної зони.
Основні правила безпеки при використанні фонтанів такі: 1) не застосовувати фонтани, призначені для відкритого повітря в закритих приміщеннях, 2) фонтани надійно закріплювати на землі для уникнення перекидання, 3) видаляти з небезпечної зони легкозаймисті предмети, суху траву і таке інше, 4) не брати в руки (якщо у фонтану немає спеціальної ручки) і не намагатися гасити фонтан, що горить.

## Сонце
Сонце — дуже ефектний феєрверк, який обертається довкола горизонтальної осі і розкидає на всі боки іскри, утворюючи яскраве кольорове коло. Вироби для продажу комплектуються цвяхом, який протягується крізь отвір в центрі сонця і прибивається до вертикальної стійки на висоті не менше 1,5 метра. Стійкою може служити і дерево. При установці сонця слід переконатися в легкості його обертання і відсутності біля стійки виступаючих частин, які можуть загальмувати сонце. Для більшої легкості обертання між сонцем і стійкою можна вставити пластмасову шайбу.

## Ракети

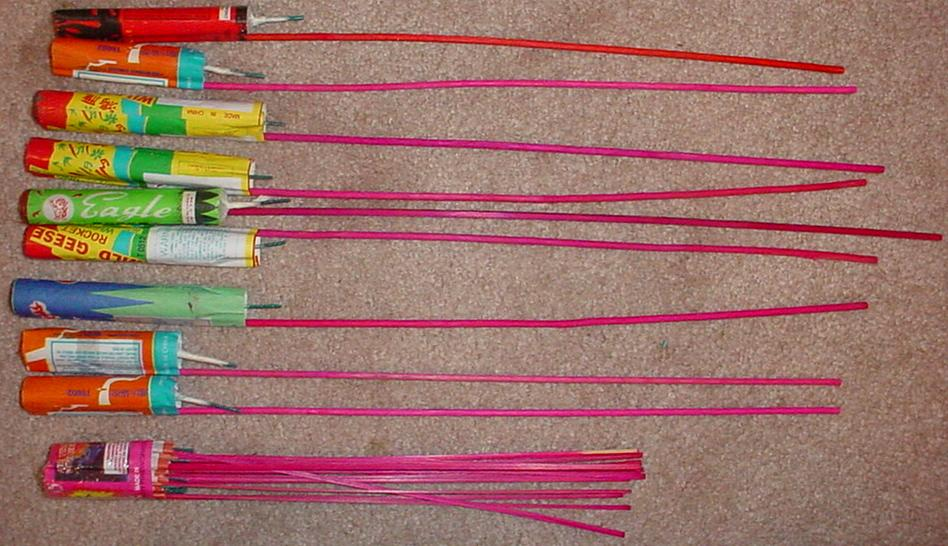
Ракети

Ракети демонструють найпривабливіші риси феєрверку — енергійний старт, яскрава іскриста траєкторія, багатоколірний барвистий салют.
Ракета складається з двигуна, головної частини і стабілізатора. Двигун ракети забезпечує підйом на висоту від 20 до 100 м. В кінці роботи двигуна запалюється піротехнічна суміш в головній частині, і ракета викидає зірочки, іскристі комети, парашути або гучно вибухає.
У невеликих ракетах двигун і головна частина зроблені у вигляді однієї паперової гільзи.
Стабілізатор забезпечує ракеті збереження вертикального направлення у польоті. Простим і дуже ефективним стабілізатором польоту є пряма дерев'яна паличка або рейка. Паличка прикріплена до корпусу ракети і летить разом з нею. Довжина і вага палички повинні відповідати типові ракети, тому не можна запускати ракети із зламаним, викривленим або саморобним стабілізатором.
Для запуску ракети з паличкою — стабілізатором її слід вставити по можливості вертикально у відповідну пляшку з вузькою шийкою або у відрізок паперової або металевої труби на довжину не менше 1/3 довжини палички — стабілізатора. Не слід встромляти паличку в землю, оскільки тяга ракети може виявитися недостатньою для зльоту.
Після розриву ракети на висоті паличка-стабілізатор падає на землю. У великих ракет стабілізатор є досить важким предметом, тому запуск таких ракет слід проводити на значній (100—150 м) відстані від глядачів.
Запускати ракети слід далеко від висотних будинків, дерев, дротів і ліній електропередач.

## Висотні феєрверки— кулі

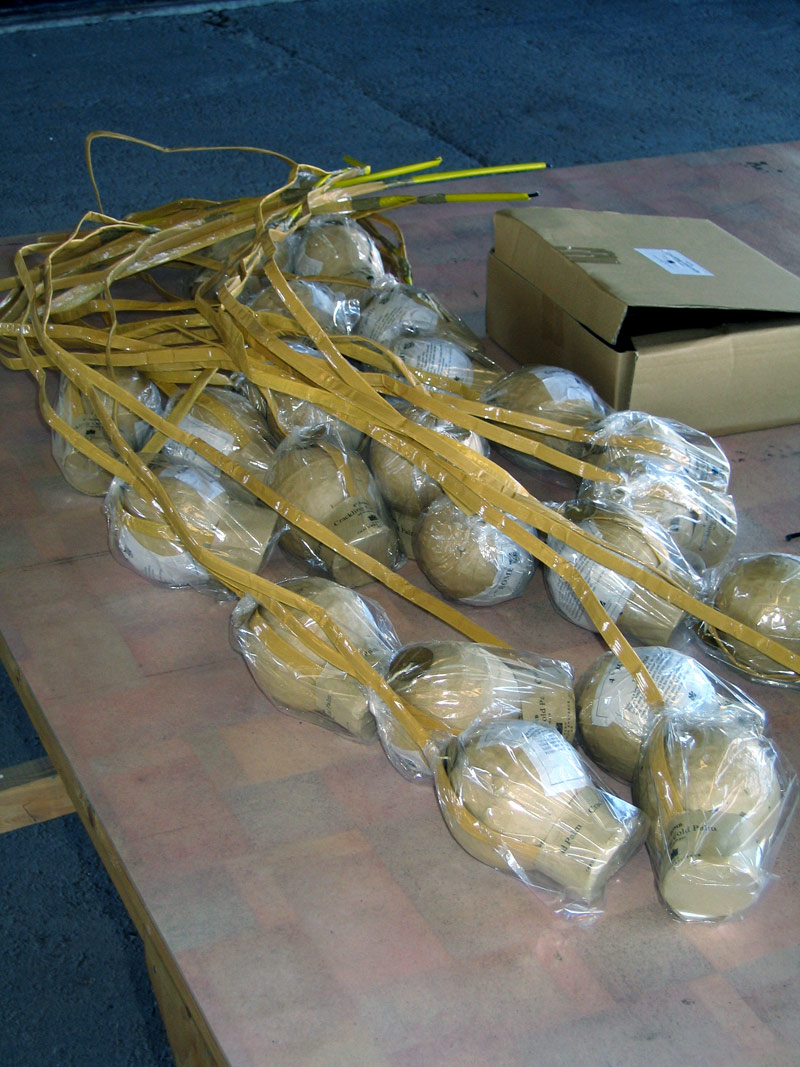
Зв'язка феєрверкових куль

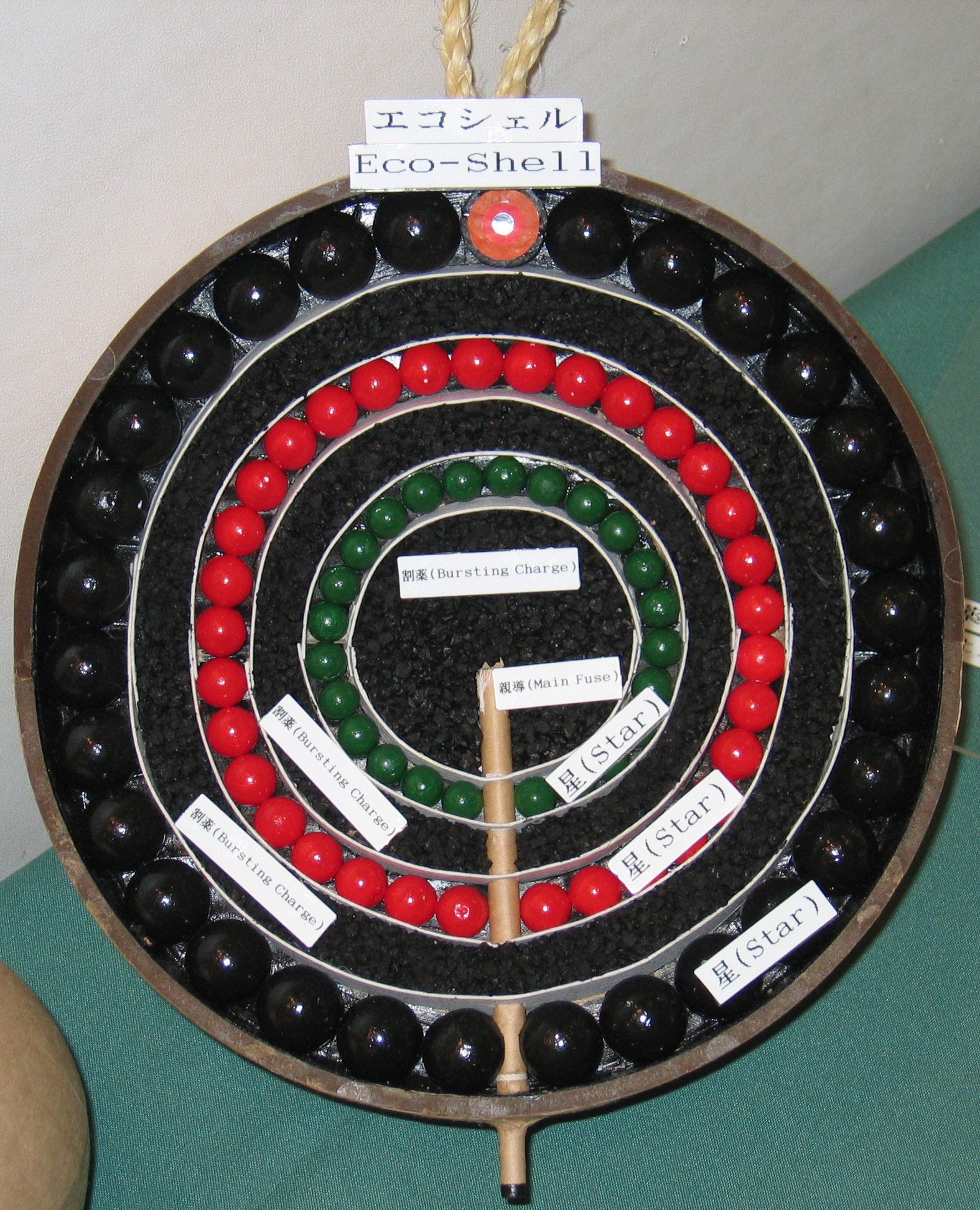
Феєрверкова куля (розріз)

Висотні феєрверкові кулі — один з найкрасивіших і звичайно один з найскладніших типів феєрверку. Феєрверкова куля складається з таких головних частин: контейнер, підйомний заряд, сповільнювач, вибивний заряд і зірки/еффекти. Вибивний пороховий заряд феєрверочної кулі прикріпляється до його нижньої частини. Заряд запалюється за допомогою ґнота або електрозапалу і викидає кулю з пускової мортири. Контейнер, або кожух снаряда, є досить міцною конструкцією, яка захищає вміст снаряда. Салютні мортири вистрілюють феєрверкові кулі на висоту від 50 до 300 метрів і створюють багаторівневі, надзвичайно барвисті картини. Висотні феєрверки це — кулі великих калібрів — люсткугелі (нім. Lustkugel — «весела куля»). Підйомний пороховий заряд висотної феєрверочної кулі вистрілює снаряд з пускової труби, а ґніт-сповільнювач запалює вибуховий заряд кулі на заданій висоті польота кулі, заставляючи його вибухнути. Потужний вибух розриває корпус снаряда, запалюючи і розсіюючи у всіх напрямках піротехнічні елементи. Піротехнічні елементи створюють в процесі свого горіння неповторну по пишності феєричну картину. Якщо іншими словами, то всередині кулі знаходиться розривний заряд, який оточений піротехнічними елементами. У верхній точці польоту розривний заряд запалюється і з величезною силою розриває оболонку кулі, підпалюючи і розкидаючи на всі боки піротехнічні елементи. Найпотужніші і найбарвистіші салюти робляться саме за допомогою висотних феєрверків.
Феєрверкові снаряди або люсткугелі мають, в основному, форму кулі, рідше циліндра. Кулі відрізняються калібром, тобто розміром. Калібром феєрверку вважається діаметр пускової мортири, з якої його можна запускати. Калібр позначається в міліметрах або дюймах. Чим більше калібр феєрверку, тим більше висота його підйому і тим більше яскраве враження він справляє. Корпуси куль мають дуже високу міцність і виготовляються з багатошарового паперу, картону або (для невеликих калібрів) з пластмаси.
Найнебезпечнішими чинниками висотних феєрверків є такі моменти: а) спрацьовування розривного заряду на малій висоті. Це може бути викликано дефектом конструкції або використанню пускової мортири невідповідної даному феєрверку.
б) не спрацьовування розривного заряду. В цьому випадку куля, яка не вибухнула падає на землю з великої висоти.
Висотні феєрверки вимагають від користувачів і глядачів неухильного дотримання заходів безпеки: 1) глядачі не повинні входити в небезпечну зону під час проведення феєрверку, 2) на кордонах небезпечної зони на масових феєрверках має бути виставлене оточення.
Типи ефектів:
- Півонія (англ. peony) — сферичний розкид кольорових зірочок.
- Хризантема (chrysanthemum) — сферичний розкид кольорових зірочок, які залишають видимий слід іскор (золотий).
- Жоржина (dahlia) — сферичний розкид кольорових зірочок підвищеної яскравості.
- Хвиля (wave) — сферичний розкид густих іскристих кольорових (золотих або срібних) зірочок.
- Верба (willow) — напівсферичний розкид іскристих довгопалаючих зірочок.
- Пальма (palm) — сферичний розкид густих іскристих кольорових (золотих або срібних) комет.
- Багаторозривні мушлі (multi-break shells) — букети різних типів і розмірів кольорових, іскристих зірочок або комет.
- Візерункові мушлі (pattern shells) — розкид кольорових зірочок у вигляді двох- або тривимірних фігур (кілець, посміхненого обличчя, дракона і т. д.)

## Пускові мортири

Пускові мортири

Пускові мортири є одним з важливих чинників, що забезпечує безпеку феєрверка, тому вони розглядуються тут поряд з феєрверочними виробами.
Проста пускова мортира є трубою з глухим дном. Мортири виготовляються з багатошарового паперу, пластмаси, склопластику, металу.
Ствол мортири повинен витримувати тиск в декілька десятків атмосфер.
Заряд в мортиру поміщають зверху, а запалювальний ґніт або дроти для електрозапалів вишибного заряду проходять по стволу мортири зверху вниз до заряду.
Заряди малого діаметра (до 100 мм) зазвичай опускаються в нахилену від глядачів мортиру під дією власної ваги. Заряди більшого калібру встановлюються за допомогою додаткової мотузки або стрічки.
При заряджанні мортири категорично забороняється притримувати заряд за запалювальний ґніт або дроти для електрозапалів — це може привести до пошкодження вибивного заряду або до передчасного спрацьовування електрозапалу.
Мортира розташовується вертикально, і при пострілі весь відбій передається на землю. Для куль великого калібру відбій при пострілі буває досить значним, тому мортири слід встановлювати на щільний ґрунт або бетон.
При установці декількох мортир слід усунути можливість їх падіння від вібрації при спрацьовуванні сусідніх стволів. Для цього мортири розносять один від одного або навпаки вмонтовують в касети. Касети жорстко скріпляють між собою або прикопують землею.

## За звуковими ефектами

### Свистячі суміші
Деякі піротехнічні суміші, що запресовані в довгі трубки, горять з різким гучним свистом. Свист є наслідком прискорення і уповільнення швидкості реакції при горінні суміші, що і призводить до появи чергувань хвиль стиснення та розширення в газовому середовищі над палаючою поверхнею суміші. Це викликає появу звуку. Звуковий свистячий ефект можна отримати при спалюванні хлората калію або барію та фенольних похідних (галлової кислоти, резорцина, флорглюціна, а також пікринової кислоти та пікрата калію). Однак суміші, що містять пікринової кислоту і, особливо, пікрат калію (С6Н3N3О7К), є вибухонебезпечними і не використовуються зараз в піротехніці.
Досліди проведені В. Максвелом, показали, що частота звукових коливань тим вища, чим вища швидкість горіння і газоутворення суміші, і тим менша, чим довше трубка.
містять ~70 % перхлорату калію (рідше хлорат) та ~30 % солі лужного металу та органічної ароматичної кислоти (бензоати, саліцилати або феноляти калію чи натрію).

### Вибухові суміші
Вибухові суміші для феєрверків за складом подібні до фотосумішів, які легко вибухають при горінні у замкнутому середовищі (контейнері). З них виготовляють петарди, звукові піроелементи та бомби. Петарди нелегального виробництва містять бертолетову сіль (KClO3), сірку та алюмінієву пудру і заборонені для продажу. Основними компонентами сучасних звукових піроелементів є перхлорат калію (KClO4) або нітрат барію (Ba(NO3)2) та порошок алюмінію або його сплаву із магнієм.

### Драконові яйця
Драконові яйця (англ. Dragon Eggs) — це піроелементи у вигляді зірочок діаметром до 3 мм, які спалахуючи вибухають гучним звуком. Складаються в основному із тетраоксиду плюмбуму (Pb3O4), оксиду купруму (CuO) та дрібного порошку сплаву Al-Mg. Цементатором служить нітролак. Однак часто токсичний Pb3O4 замінюють на триоксид або субкарбонат вісмуту (Bi2O3, (BiO)2CO3). В суміш деколи вводять невелику кількість порошку титану для надання яскравості та іскристості вибуху таких зірочок.